# Campionati africani di ginnastica aerobica 2024
I Campionati africani di ginnastica aerobica 2024 sono stati la 7ª edizione della competizione organizzata dalla Unione Africana di Ginnastica.
Si sono svolti ad Il Cairo, in Egitto, dal 27 aprile al 2 maggio.

## Podi
| Evento                | Oro           | Argento          | Bronzo               |
| Individuale maschile  | Basel Elzamek | Rodrigue Ahissou | Amine Allah Merdassi |
| Individuale femminile | Hana Abdallah | Amira Laoubi     | Ichraf Besbes        |
| Coppia mista          | Egitto        | Tunisia          | Benin                |
| Trio                  | Egitto        | Algeria          | Tunisia              |